# Ivan Litvinovich
Ivan Litvinóvitch (em bielorrusso:  Іван Уладзіміравіч Літвіновіч (Ivan Uladzimiravič Litvinovič); Vileyka, 26 de junho de 2001) é um ginasta de trampolim bielorrusso. Em 2021, ele ganhou a medalha de ouro na competição de trampolim masculino nos Jogos Olímpicos de Verão de 2020 em Tóquio, Japão. Esta também foi a primeira medalha para Belarus nos Jogos Olímpicos de Verão de 2020.
Respondendo às perguntas de jornalistas, após conquistar a medalha de ouro, Ivan Litvinóvitch comentou sobre a situação política em Belarus e a sua assinatura da carta pró-governo: "Eu não me aprofundei nesse tema. Sim, eu assinei a carta. Assinei que esporte está fora da política, eu sempre apoiei isso. O que acontece, acontece. Isso não me toca, isso não me atingiu".
Em 2019, ele ganhou a medalha de prata na competição individual masculina no Campeonato Mundial de Trampolim 2019, realizada em Tóquio, Japão.
Em 2018, ele competiu no trampolim masculino e em eventos de equipes multidisciplinares mistas nos Jogos Olímpicos da Juventude de Verão de 2018 em Buenos Aires, Argentina, sem ganhar uma medalha. Na prova individual, ele se classificou para competir na final, onde terminou em 4º lugar com uma pontuação de 57,150.